# قره‌چنار
قره‌چنار (ترکی آذربایجانی: Qaraçinar) یک منطقهٔ مسکونی در جمهوری آرتساخ است که در استان شاهومیان واقع شده‌است. قره‌چنار ۸۱۶ نفر جمعیت دارد.